# Partito Nazionalsocialista d'America
Il Partito Nazionalsocialista d'America (in inglese National Socialist Party of America) è stato un partito politico statunitense di ideologia neonazista, fondato nel 1970 a Chicago da Frank Collin.

## Storia
Il partito nacque da una scissione, nel 1970, quando Frank Collin lasciò il Partito Nazionalsocialista del Popolo Bianco (precedentemente conosciuto come Partito Nazista Americano). Nel 1967, dopo l'assassinio del leader del partito George Lincoln Rockwell, la guida del partito passò a Matt Koehl e le divergenze con Collin portarono quest'ultimo a lasciare l'organizzazione e a fondare il suo partito.
Il quartier generale era nel Marquette Park di Chicago (un parco cittadino di oltre 130 ettari nella parte sud-ovest di Chicago) e all'inizio degli anni '70 l'attività principale era l'organizzazione di rumorose dimostrazioni contro i neri che si trasferivano in quartieri precedentemente abitati interamente da bianchi. Le marce e la reazione della comunità portarono la città di Chicago a vietare tutte le manifestazioni a Marquette Park a meno che non venisse pagata una cauzione assicurativa di 250000 $. Pur sfidando le azioni della città in tribunale, il partito decise di spostare le manifestazioni nella periferia di Chicago, dove le cittadine non avevano tali restrizioni.
Harold Covington succedette a Collin come leader del partito nel 1979, prima di sciogliere l'organizzazione nel 1981.

### Controversia di Skokie
Nel 1977 Collin annunciò l'intenzione del partito di organizzare una marcia attraverso Skokie, una cittadina che in direzione nord rappresenta la continuazione della città di Chicago e che aveva una grande comunità ebraica (si calcolava che un residente su sei fosse un sopravvissuto dell'Olocausto). Quando l'amministrazione cittadina tentò di vietare l'evento ne seguì una battaglia legale. Il partito venne rappresentato in tribunale da un avvocato ebreo (dell'Unione Americana per le Libertà Civili) e ottenne il diritto di marciare (in base al Primo Emendamento). La causa arrivò fino alla Corte suprema degli Stati Uniti, anche se alla fine il partito non portò a termine la marcia, poiché all'ultimo minuto la città di Chicago cedette e fece svolgere la manifestazione.
La storia della controversia è alla base della sceneggiatura del film Diritto d'offesa (Skokie).